# ۲۹۱ (میلادی)
۲۹۱ (میلادی) دویست و نود و یکمین سال تقویم میلادی است.

## درگذشتگان
‎